# Lejšovka
Lejšovka (en allemand : Lettner) est une commune du district de Hradec Králové, dans la région de Hradec Králové, en République tchèque. Sa population s'élevait à 231 habitants en 2022.

## Géographie
Lejšovka se trouve à 6 km à l'est de Smiřice, à 13 km au nord-est de Hradec Králové et à 111 km à l'est-nord-est de Prague.
La commune est limitée par Nový Ples au nord, par Libřice à l'est, par Černilov au sud, et par Smržov à l'ouest.

## Histoire
La première mention écrite de la localité date de 1406.

## Transports
Par la route, Lejšovka se trouve à 6 km de Smiřice, à 8,5 km de Jaroměř, à 16 km de Hradec Králové et à 133 km de Prague. 